# Quonset-Gletscher
Der Quonset-Gletscher ist ein 32 km langer Gletscher im westantarktischen Marie-Byrd-Land. Er fließt von den Nordhängen der Wisconsin Range in den Horlick Mountains zwischen dem Mount LeSchack und dem Ruseski Buttress in westnordwestlicher Richtung zur Nordflanke des Davisville-Gletschers.
Der United States Geological Survey kartierte ihn anhand eigener Vermessungen und mittels Luftaufnahmen der United States Navy zwischen 1960 und 1964. Das Advisory Committee on Antarctic Names benannte ihn 1967 nach dem Militärflughafen der United States Navy am Quonset Point, Rhode Island, Heimbasis der antarktischen Flugstaffel VX-6.